# Cítala

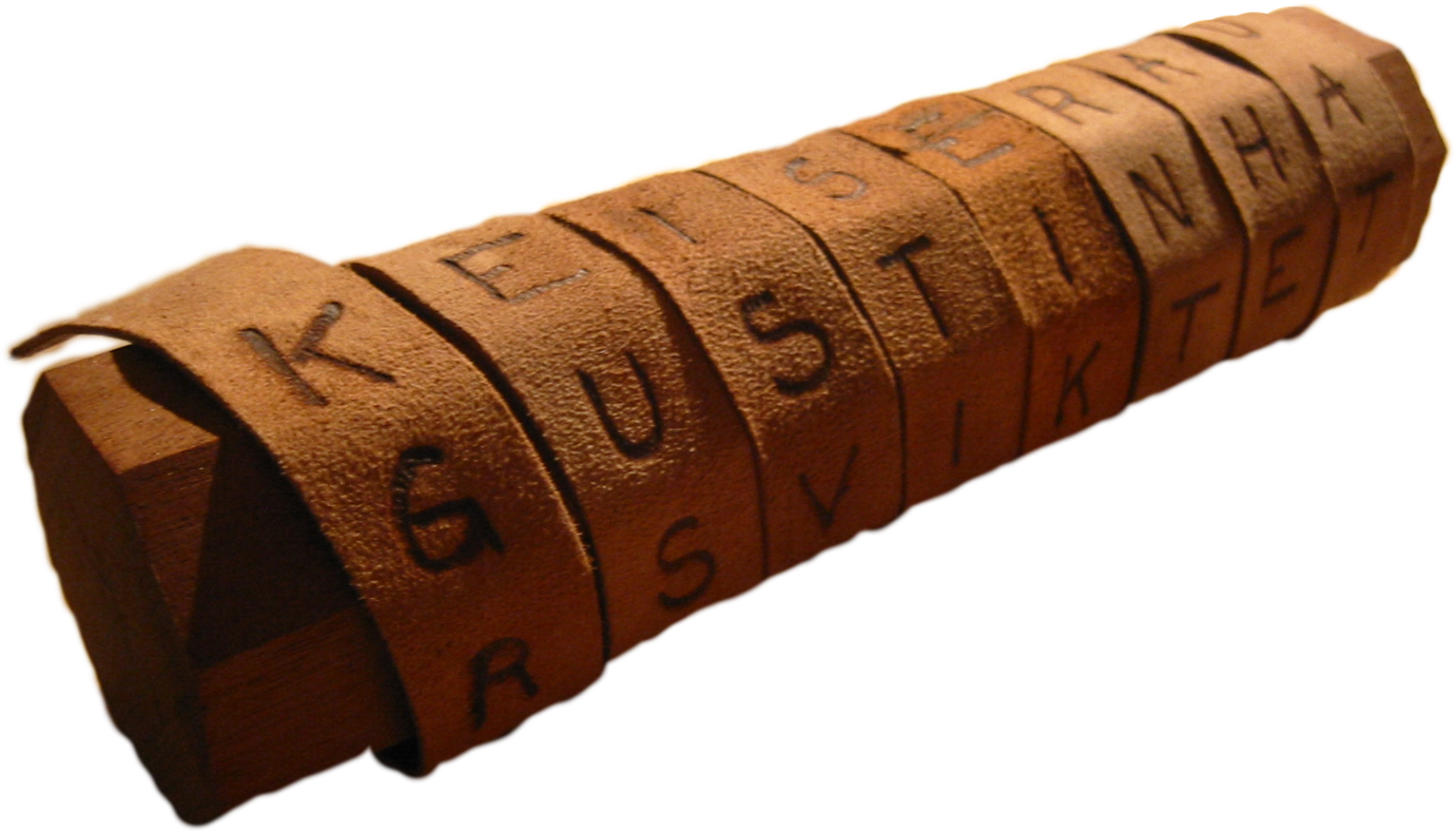
Uma cítala.

Uma cítala (grego antigo: σκυτάλη, skytálē, que significa "bastão") ou bastão de Licurgo é um sistema de criptografia utilizado pelos éforos espartanos para envio de mensagens secretas. A cítala é formada por duas varas de espessura variável, mas ambas de espessura semelhante) e uma tira de couro ou papiro, que também se podem denominar cítalas.
O sistema consistia em duas varas da mesma espessura que estavam cada uma na posse de um dos participantes na comunicação. Para enviar uma mensagem era enrolada uma tira de forma espiral a um dos bastões e era escrita a mensagem longitudinalmente, de forma que em cada volta da tira aparecesse uma letra de cada vez. Uma vez escrita a mensagem, a tira era desenrolada e era enviada ao recetor, que só tinha que a enrolar no bastão gémeo para ler a mensagem original.
Podemos encontrar uma descrição do procedimento na obra de Plutarco, Vida de Lisandro.
Os gregos antigos, e em particular os espartanos, utilizaram este sistema de cifra de transposição para comunicar nas campanhas militares.